# ماريا اولسن
ماريا اولسن (بالإنجليزية: Maria Olsen)‏ هي رسامة نيوزيلندية، ولدت في 1945، وتوفيت في 21 أبريل 2014.